# Patinatge de velocitat als Jocs Olímpics d'hivern de 1960 - 5.000 metres masculins
Als Jocs Olímpics d'Hivern de 1960 celebrats a la ciutat de Squaw Valley (Estats Units) es disputà una prova de patinatge de velocitat sobre gel sobre una distància de 5.000 metres en categoria masculina. La competició se celebrà el dia 25 de febrer de 1960 a les instal·lacions de Squaw Valley.

## Comitès participants
Participaren 37 patinadors de velocitat de 15 comitès nacionals diferents.
| - Alemanya (3) - Àustria (2) - Canadà (2) - Corea del Sud (2) - Dinamarca (1) |  | - Estats Units (3) - Finlàndia (3) - França (2) - Itàlia (3) - Japó (2) |  | - Noruega (3) - Països Baixos (3) - Regne Unit (2) - Suècia (3) - Unió Soviètica (3) |

## Resum de medalles
| Or               | Argent          | Bronze     |
| Viktor Kosichkin | Knut Johannesen | Jan Pesman |

## Rècords
Rècords establerts anteriorment als Jocs Olímpics d'hivern de 1960.
| Rècord del món | 7:45.6 m | Boris Shilkov | Medeo (URSS)        | 9 de gener de 1955  |
| Rècord olímpic | 7:48.7   | Boris Shilkov | Llac Misurina (ITA) | 29 de gener de 1956 |

## Resultats
| Posició | Patinador          | Temps  |
| ------- | ------------------ | ------ |
| 1       | Viktor Kosichkin   | 7:51.3 |
| 2       | Knut Johannesen    | 8:00.8 |
| 3       | Jan Pesman         | 8:05.1 |
| 4       | Torstein Seiersten | 8:05.3 |
| 5       | Valeri Kotov       | 8:05.4 |
| 6       | Oleg Goncharenko   | 8:06.6 |
| 7       | Ivar Nilsson       | 8:09.1 |
| 7       | Keijo Tapiovaara   | 8:09.1 |
| 9       | André Kouprianoff  | 8:10.4 |
| 10      | Raymond Gilloz     | 8:11.5 |
| 11      | Terry Monaghan     | 8:15.3 |
| 12      | Kjell Bäckman      | 8:16.0 |
| 13      | Olle Dahlberg      | 8:17.0 |
| 14      | Arnold Uhrlass     | 8:18.0 |
| 15      | Juhani Järvinen    | 8:19.2 |
| 16      | Mario Gios         | 8:20.3 |
| 17      | Dick Hunt          | 8:21.3 |
| 18      | Hermann Strutz     | 8:21.9 |
| 19      | Jeen van den Berg  | 8:22.4 |
| 20      | Kees Broekman      | 8:22.9 |
| 21      | Leo Tynkkynen      | 8:24.3 |
| 22      | Helmut Kuhnert     | 8:25.1 |
| 23      | Takeo Mizoo        | 8:28.7 |
| 24      | Shuji Kobayashi    | 8:29.8 |
| 25      | Roald Aas          | 8:30.1 |
| 26      | Renato De Riva     | 8:32.4 |
| 27      | Kurt Stille        | 8:33.0 |
| 28      | Ralf Olin          | 8:36.8 |
| 29      | Franz Offenberger  | 8:38.2 |
| 30      | Floyd Bedbury      | 8:39.6 |
| 31      | Antonio Nitto      | 8:40.4 |
| 32      | Sepp Biebl         | 8:48.0 |
| 33      | Terry Malkin       | 8:56.1 |
| 34      | Choi Yeong-Bae     | 8:57.8 |
| 35      | Jang In-Won        | 9:01.6 |
| 36      | Heinz Wolfram      | 9:18.2 |
| 37      | Larry Mason        | 9:23.5 |